# 乌特农村居民点
乌特农村居民点（俄语：Утынское сельское поселение）是俄罗斯联邦布良斯克州维戈尼奇区所属的一个农村居民点。其下辖有7个居民点，行政中心为杰斯尼扬斯基。据2015年统计，该农村居民点的人口为955人。